# Psilocerea icterias
Psilocerea icterias är en fjärilsart som beskrevs av Claude Herbulot 1973. Psilocerea icterias ingår i släktet Psilocerea och familjen mätare. Inga underarter finns listade.